# Tit Sexti Laterà (cònsol 197)
Titus Sexti Laterà (llatí: Titus Sextius Lateranus) va ser un senador romà del segle ii. Era membre de la família dels Laterans de gens Sèxtia: net de Tit Sexti Laterà, cònsol el 154; germà de Sèxtia Cetegil·la, esposa de l'emperador Pupiè, i cosí d'Api Claudi Laterà.
Va ser un dels lloctinents de l'emperador Septimi Sever en l'expedició contra els parts l'any 195, en la qual va tenir paper destacat un altre llegat de nom Letus. En reconeixement d'aquest servei, l'emperador el premià amb el càrrec de cònsol l'any 197, amb Luci Cuspi Rufí com a col·lega.
Laterà era un home molt ric, poderós i influent a Roma, i com a tal posseïa una casa a Roma veïna de la de l'emperador, que era el seu cunyat.